# Marion Benigni
Marion Benigni este un personaj ficțional din seria anime și manga Kaleido Star. Este cel mai tânăr membru al personalului de la Kaleido Stage și fiica tâmplarului de la Kaleido Stage, Jean Benigni. În majoritatea timpului, este prezentată cu partenerul ei Jonathan, care este purtat de către aceasta pe umăr sau pe cap. 
Este dublată în limba japoneză de către Fumiko Orikasa, iar Kim-Ly Nguyen o dublează în limba engleză.

## Descriere

### Copilăria
Marion a învățat să sară la trambulină datorită mamei sale Cynthia Benigni, vedeta trabulinei de la Kaleido Stage. Marion o iubea foarte mult și îi urmărea toate spectacolele. Într-o seară, aceasta avea mare febră și și-a rugat mama să rămână cu ea acasă. Cynthia a refuzat-o deoarece avea spectacol și nu o putea înlocui nimeni. La reprezentație s-a accidentat gândindu-se la Marion și a murit. Văzându-și tatăl profund rănit de moartea soției, Marion a tras concluzia că acesta nu-i va permite să devină acrobată de teamă ca ei să nu i se întâmple același lucru.

## Înfățișare
Marion are părul blond și creț. În prima serie apărea îmbrăcată într-un tricou roși și o pereche de pantaloni scurți mov. În seria secundă etalează mai multe ținute formate din tricouri, pantaloni și fusițe.